# Knut Aga jr.
Knut Aga jr. (4 gennaio 1971) è un allenatore di calcio ed ex calciatore norvegese, di ruolo difensore.

## Carriera

### Giocatore

#### Club
Aga jr. iniziò la carriera con la maglia dello Strømmen. Dopo essersi imposto in prima squadra, passò al Bryne. Nel 1993, passò al Vålerenga, di cui fu capocannoniere nel campionato 1994, con 8 reti.
Passò poi al Lyn Oslo. Esordì in squadra il 4 maggio 1997, sostituendo Morten Wivestad nella vittoria per 3-0 sullo Haugesund. La squadra retrocesse nella 1. divisjon al termine della stagione. Aga jr. realizzò la prima rete in campionato l'11 maggio 1998, nel 6-0 inflitto al Raufoss.

#### Nazionale
Aga jr. giocò una partita per la Norvegia under 21. Debuttò infatti il 7 agosto 1991, nella sconfitta per 2-0 contro la Svezia under 21.

### Allenatore
Dal 2000 al 2001, guidò il Sørumsand, in tandem con Atle Johannessen. Nel 2008 diventò allenatore del Lørenskog. Il 10 novembre 2015 è stato nominato nuovo allenatore dello Skedsmo, a partire dal 1º gennaio 2016. Ha lasciato l'incarico ad agosto 2017.